# 듣는 교회
듣는 교회란 로마 가톨릭교회에서 내세우는 기독교의 신학 용어로서 라틴어 Ecclesia Discens를 번역한 말이다. Ecclesia Audiens라고도 한다. 교황 및 그와 연합된 주교단으로 구성된 가르치는 교회에 들지 않는 신도들을 가리킨다.
로마 가톨릭교회는 신약 성서 마태오 28장에 기록된 예수님의 말씀 "나는 하늘과 땅의 모든 권한을 받았다. 그러므로 너희는 가서 이 세상 모든 사람들을 내 제자로 삼아 아버지와 아들과 성령의 이름으로 그들에게 세례를 베풀고 내가 너희에게 명한 모든 것을 지키도록 가르쳐라."는 명령을 그 자리에 있던 특별한 사람들에게 주셨다고 해석하며, 이러한 가르칠 수 있는 권위(이를 교도권이라고 하는데)가 교회 내에서도 특별한 사람들에게 계승되었다고 본다. 그러므로 무엇이 바른 성경 해석이냐를 결정할 참된 결정권은 가르치는 교회에 있으며, 듣는 교회는 그렇게 해서 드러난 진리에 순종해야 한다고 가르친다.
이러한 교회의 구분을 반대한 것이 종교개혁의 주요 내용 중 하나였으며 이것을 만인제사장설이라고 한다.

## 같이 보기
- 만인제사장설
- 가르치는 교회